# ساکای تادازومی
ساکای تادازومی (به ژاپنی: 酒井忠篤 Sakai Tadazumi); ۲۲ مارس ۱۸۵۳ – ۶ ژوئن ۱۹۱۵) سیاستمدار و روجو در دوره ادو اهل ژاپن بود.